# Geliebte Köchin
Geliebte Köchin (Originaltitel: La passion de Dodin Bouffant, dt.: „Die Leidenschaft von Dodin Bouffant“, internationale Titel: The Taste of Things bzw. The Pot au Feu) ist ein französischer Spielfilm von Trần Anh Hùng aus dem Jahr 2023. Das Historiendrama spielt im 19. Jahrhundert und handelt von einer hervorragenden und freiheitsliebenden Köchin, die von ihrem Arbeitgeber umworben wird. Als Vorlage diente der Roman La vie et la passion de Dodin-Bouffant gourmet (1924) des Schweizer Schriftstellers Marcel Rouff. Die Hauptrollen übernahmen Juliette Binoche und Benoît Magimel.
Der Film wurde im Mai 2023 beim Filmfestival von Cannes uraufgeführt und kam Anfang November desselben Jahres regulär in die französischen Kinos. Auch wurde Geliebte Köchin als französischer Kandidat für den „Auslandsoscar“ 2024 ausgewählt.

## Handlung
Frankreich im Jahr 1885: Eugénie arbeitet seit 20 Jahren als Köchin für den berühmten Gastronomen Dodin. Sie gilt auf ihrem Gebiet als hervorragend. Ein Grund dafür ist die gemeinsame Zeit, die Eugénie mit Dodin in der Küche verbracht hat. Über die Jahre hat sich zwischen den beiden eine liebevolle Leidenschaft entwickelt. Aus ihrer gemeinsamen Liebe zur Gastronomie entstehen einzigartige Gerichte, die so schmackhaft und delikat sind, dass sie ihresgleichen suchen und zahlreiche Gäste aus aller Welt anziehen. Die freiheitsliebende Eugénie wollte Dodin jedoch nie heiraten.
Bei einem Essen für vier Freunde von Dodin ist die kleine Pauline in der Küche zu Gast. Dodin und Eugénie bemerken schnell ihr Talent, Geschmäcker zu erkennen. Nach dem Essen kommt ein Gesandter des eurasischen Prinzen vorbei, um Dodin zu einem erwählten Essen einzuladen. Dodin sagt zu und geht mit seinen Freunden hin. Das Menü ist völlig überfrachtet und lässt für Dodin keine kunstvolle Intention erkennen. Er beschließt, den Prinzen zu einem eigenen Essen einzuladen und dabei als Hauptgang einen einfachen Eintopf zu servieren. Außerdem versucht er, Paulines Eltern davon zu überzeugen, dass Pauline bei Eugénie in die Lehre geht.
Daraufhin erkrankt Eugénie, weshalb Dodin sein Projekt abbricht, um sich um sie zu kümmern. Als es ihr besser geht, kocht er für sie allein ein ganzes Menü. Im Dessert versteckt er einen Verlobungsring und sie stimmt einer Heirat nun doch zu. Kurz darauf stirbt sie. Die Freunde von Dodin versuchen, für ihn eine neue Köchin zu suchen und die Eltern von Pauline bitten Dodin, ihre Tochter als Lehrling aufzunehmen. Geblendet von Trauer lehnt Dodin zunächst alles ab, nimmt Pauline dann allerdings auf und begutachtet die vorgeschlagenen Köchinnen.
Keine der Kandidatinnen kann überzeugen. Dodin kümmert sich deshalb zunächst um Pauline. Eines Tages kommt ein Freund von Dodin und gibt ihm zwei Gerichte zum Probieren. Sie überzeugen Dodin und sein Freund meint, dass sie sofort los können, um die Köchin zu besuchen. In der leeren Küche erscheinen Dodin und Eugénie im Gespräch. Eugénie fragt Dodin, ob er sie als seine Frau oder als seine Köchin sehe. Er antwortet: „Meine Köchin.“

## Hintergrund
Geliebte Köchin ist der siebte Spielfilm des in Frankreich lebenden gebürtigen Vietnamesen Trần Anh Hùng, der auch das Drehbuch verfasste. Als Vorlage diente der im Jahr 1924 erschienene gleichnamige Roman des schweizerischen Autors Marcel Rouff (1877–1936). Inspiriert wurde das Werk vom französischen Koch Marie-Antoine Carême (1784–1833) und vom französischen Schriftsteller und Gastrosophen Jean Anthelme Brillat-Savarin (1755–1826). Für die Hauptrollen von Eugénie und Dodin wurden die französischen Schauspieler Juliette Binoche und Benoît Magimel verpflichtet, die beide auch eine Zeit lang privat liiert waren. Für beide ist es die zweite Zusammenarbeit nach Diane Kurys’ Kostümfilm Das Liebesdrama von Venedig (1999), in dem sie das Liebespaar George Sand und Alfred de Musset dargestellt hatten. Als technischer Berater für die im Film gezeigten Speisen wurde der mit 14 Michelin-Sternen ausgezeichnete französische Koch Pierre Gagnaire herangezogen, der im Film auch eine kleine Rolle übernahm.
Die Dreharbeiten von Geliebte Köchin fanden in der französischen Region Pays de la Loire statt. Als Kameramann fungierte Jonathan Ricquebourg. Für den Schnitt zeichnete Mario Battistel verantwortlich. Bis auf den Abspann mit einer Klavierbearbeitung der Méditation aus dem zweiten Akt der Oper Thais von Jules Massenet kommt der Film ohne Filmmusik aus. Produziert wurde der Film von Olivier Delbosc für die Gesellschaft Curiosa Films. Die Produktionskosten wurden mit 6 Millionen Euro beziffert. Als Koproduzenten traten France 2 Cinéma, Gaumont und die Belgische Umedia in Erscheinung. Ebenfalls unterstützt wurde das Projekt von der Region Pays de la Loire. France Télévisions, Canal+ and Ciné+ sicherten sich die Vorverkaufsrechte an Geliebte Köchin. Um die internationalen Verwertungsrechte kümmert sich ebenfalls Gaumont.

## Veröffentlichung und Rezeption
Die Premiere fand am 24. Mai 2023 bei den Filmfestspielen in Cannes statt, wo der Film eine Einladung in den Wettbewerb um die Goldene Palme erhalten hatte. Ein offizieller Kinostart in Frankreich im Verleih von Gaumont erfolgte am 8. November 2023. In Deutschland startete der Film am 8. Februar 2024 im Verleih der Weltkino Filmverleih in den Kinos. Am 29. Februar 2024 soll Geliebte Köchin von Polyfilm in die österreichischen Kinos gebracht werden.
Bei der internationalen englischsprachigen Filmkritik fand Geliebte Köchin Anklang. Von den auf der Website Rotten Tomatoes nach der Premiere aufgeführten über 30 Kritiken sind 97 Prozent positiv („fresh“). Dies führt zu einer Durchschnittswertung von 8,5 von 10 möglichen Punkten. Auf der Website Metacritic erhielt das Werk eine Bewertung von 80 von 100 möglichen Punkten, basierend auf 10 ausgewerteten englischsprachigen Kritiken. Dies entspricht einhelligem Beifall („Generally Favorable“).

## Auszeichnungen
Für Geliebte Köchin erhielt Trần seine erste Einladung in den Wettbewerb um die Goldene Palme, den Hauptpreis des Filmfestivals von Cannes. Trần Anh Hùng wurde dort als Bester Regisseur ausgezeichnet. Auch wurde das Werk als französischer Kandidat für den Oscar 2024 in der Kategorie Bester internationaler Film ausgewählt. Dabei setzte sich Geliebte Köchin überraschend gegen den Goldene-Palmen-Gewinner Anatomie eines Falls von Justine Triet sowie Auf dem Weg von Denis Imbert, Goutte d’or von Clément Cogitore und Animalia von Thomas Cailley durch. Weitere Nominierungen für internationale Film- und Festivalpreise folgten. Auch gelangte der Film auf die Auswahlliste zum Europäischen Filmpreis, erhielt aber keine Nominierung. Im Dezember 2023 gelangte das Werk auf die Oscar-Shortlist der aus Sicht der Academy of Motion Picture Arts and Sciences (AMPAS) 15 besten Beiträge.
| Festival / Filmpreis (Auswahl)                   | Kategorie                              | Resultat  | Preisträger/ Nominierte |
| ------------------------------------------------ | -------------------------------------- | --------- | ----------------------- |
| Boston Society of Film Critics Awards 2023       | Beste Kamera                           | Gewonnen  | Jonathan Ricquebourg    |
| Filmfestival von Cannes 2023                     | Goldene Palme – Bester Film            | Nominiert | Trần Anh Hùng           |
| Filmfestival von Cannes 2023                     | Beste Regie                            | Gewonnen  | Trần Anh Hùng           |
| Critics’ Choice Movie Awards 2024                | Bester fremdsprachiger Film            | Nominiert | k. A.                   |
| Gotham Awards 2023                               | Beste Nebenrolle                       | Nominiert | Juliette Binoche        |
| Filmfestival von Mill Valley 2023                | Publikumspreis – Weltkino              | Gewonnen  | Trần Anh Hùng           |
| Filmfestival von Miskolc 2023 (Jameson CineFest) | Emeric-Pressburger-Preis – Bester Film | Nominiert | Trần Anh Hùng           |
| Filmfestival von Montclair 2023                  | Publikumspreis – Weltkino              | Gewonnen  | Trần Anh Hùng           |
| Filmfestival von San Sebastián 2023              | Culinary Zinema Award                  | Gewonnen  | Trần Anh Hùng           |
| Satellite Awards 2023                            | Beste Nebendarstellerin                | Nominiert | Juliette Binoche        |